# Verloving

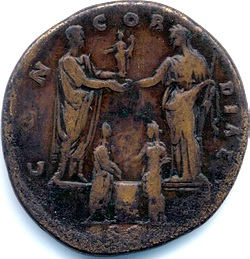
Verloving van Marcus Aurelius met Faustina de Jongere in 139

De verloving is het wederzijds geven van een trouwbelofte. De verloving geeft geen rechtsvordering tot het aangaan van het huwelijk, noch tot schadevergoeding wegens niet-vervulling van de belofte. De verloving zelf is dan ook een informele gebeurtenis, waarvoor geen officiële handelingen zijn vereist.

## Verlovingsperiode
De periode waarin een koppel toewerkt naar een huwelijk noemt men de verlovingsperiode. In Nederland en België vindt in die periode de verplichte ondertrouw (huwelijkaangifte) plaats. Tot in de jaren 1970 werd er in Nederland regelmatig verloofd (in de twintigste eeuw ook wel engagement genoemd.) In de 21e eeuw komt de verloving echter minder voor. Er worden overigens in Nederland ook minder huwelijken gesloten.

## Symboliek
De verloving is bedoeld om publiekelijk aan te geven dat men van plan is te trouwen. Een trouwdatum hoeft echter niet noodzakelijk al bekend te zijn. Soms gaat de verloving gepaard met het uitwisselen van verlovingsringen. De verlovingsring wordt gewoonlijk aan de ringvinger gedragen, in Nederland traditioneel aan de rechterhand bij katholieken, en aan de linkerhand bij niet-katholieken.
Afhankelijk van het budget verhuist de ring tijdens het huwelijk naar de andere hand (bij katholieken van de rechter- naar de linkerhand en bij niet-katholieken van de linker- naar de rechterhand) of wordt er een trouwring gekocht.

### Iconografie
In de iconografie is een rode anjer het symbool van de verloving.